# 23 Batalion Saperów (1939)

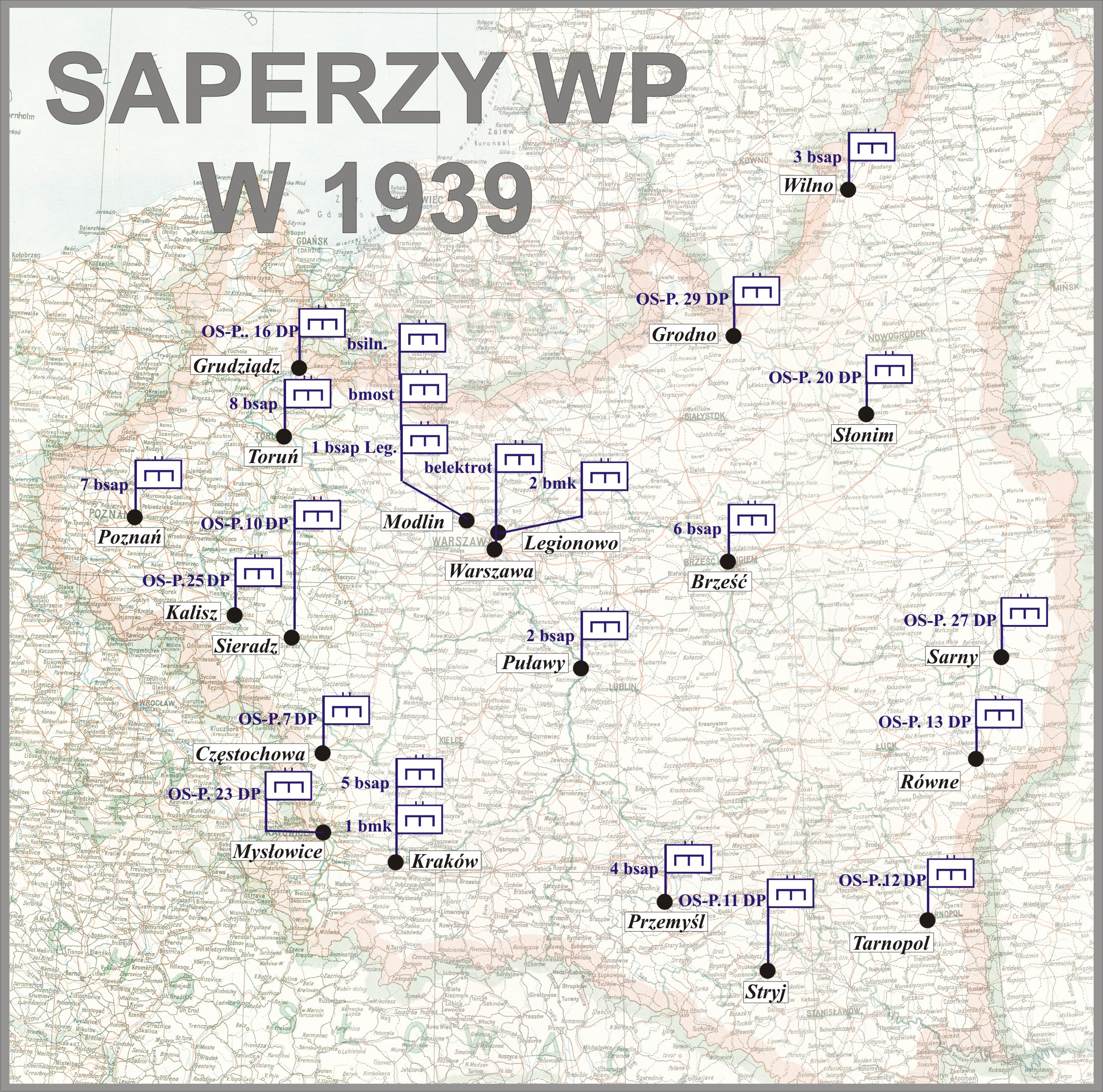
Jednostki saperskie WP w 1939

23 batalion saperów (23 bsap) – pododdział saperów Wojska Polskiego II RP.
Batalion nie występował w pokojowej organizacji wojska. Został sformowany w 1939 przez Ośrodek Sapersko-Pionierski 23 Dywizji Piechoty.

## Formowanie i zmiany organizacyjne
W styczniu 1935 roku na bazie 5 batalionu saperów w Krakowie została sformowana 23 kompania saperów. Kompania stacjonowała w garnizonie Katowice, w koszarach 73 pułku piechoty, na terenie Okręgu Korpusu Nr V. Z dniem 1 lutego 1935 roku zostali przeniesieni z 5 batalionu saperów: kapitan Kazimierz Jania na stanowisko dowódcy kompanii oraz podporucznicy Jan V Piotrowski, Tadeusz Pisowicz i Włodzimierz Józef Siwiński na stanowiska dowódców plutonów.

### Ośrodek Sapersko–Pionierski 23 Dywizji Piechoty
W maju 1937, na bazie 23 kompanii saperów, utworzony został Ośrodek Sapersko-Pionierski 23 Dywizji Piechoty. Ośrodek stacjonował w Mysłowicach.
Organizacja i obsada personalna ośrodka
Organizacja i obsada personalna ośrodka w marcu 1939 roku:
- dowódca ośrodka – mjr Marian Skierczyński
- zastępca dowódcy – kpt. Zygmunt Bronisław Gajda (*)[c]
- adiutant – por. Henryk Władysław Jarosz (*)[c]
- oficer placu Mysłowice – por. Henryk Władysław Jarosz (*)[c]
- oficer materiałowy – kpt. Zygmunt Bronisław Gajda (*)[c]
- oficer mobilizacyjny – por. Henryk Władysław Jarosz (*)[c]
- dowódca kompanii saperów – por. Józef Marcinek
- dowódca plutonu – por. Zbigniew Zwolski
- dowódca plutonu – ppor. Zygmunt Dembiński
- dowódca plutonu specjalnego – por. Włodzimierz Józef Siwiński

Ośrodek był jednostką mobilizującą. W sierpniu 1939, w mobilizacji alarmowej, w grupie jednostek oznaczonych kolorem żółtym, ośrodek sformował niżej wymienione pododdziały saperów i broni pancernych:
- 23 batalion saperów typu IIa z drużyną przeprawową pionierów piechoty nr 23 dla 23 Górnośląskiej Dywizji Piechoty
- grupa fortyfikacyjna nr 53 dla Grupy Operacyjnej "Śląsk",
- kolumna samochodów ciężarowych w Kraju nr 52 dla Okręgu Korpusu nr V,
- kolumna samochodów ciężarowych w Kraju nr 53 dla Okręgu Korpusu nr V.

## 23 batalion saperów w kampanii wrześniowej
Po zakończeniu mobilizacji w dniach 23-25 sierpnia 1939 batalion znalazł się w okolicach Tarnowskich Gór, gdzie w Obszarze Warownym „Katowice” wykonywał budowy umocnień i przeszkód przy obiektach fortyfikacji stałych. Po opuszczeniu OW „Katowice” batalion prowadził działania opóźniające na osi marszu Tarnowskie Góry – Kraków – Nowy Korczyn – Pacanów – Osiek – Baranów Sandomierski – Stalowa Wola – Biłgoraj – Tomaszów Lubelski.
W czasie kampanii wrześniowej 1939 największym wyczynem 23 batalionu saperów było wybudowanie 11 września w ciągu 9 godzin (do godziny 18:00) w warunkach bezpośredniego kontaktu z Niemcami, nalotów bombowych i ostrzału artyleryjskiego, 345-metrowej przeprawy (mostu na galarach) przez Wisłę w Baranowie. Most ten znajdował się obok mostu stałego, wysadzonego przedwcześnie w dniu 9 września na rozkaz dowódcy wycofującej się Grupy „Sandomierz” ppłk. A. Sikorskiego pomimo tego, że na prawym brzegu pozostały poważne siły polskie, w tym artyleria, warta według jej dowódcy płk. Kijowskiego 100 mln ówczesnych złotych polskich (most ten został równolegle naprawiony 11 IX w 6,5 godziny w celu przeprawienia piechoty). Decyzję o budowie nowego mostu podjął gen. Jagmin-Sadowski. Trzonem oddziałów budujących most była 2 kompania 23 batalionu saperów, dowodzona przez por. Włodzimierza Siwińskiego. Została ona wzmocniona trzema drużynami 1 kompanii oraz luźnymi oddziałami piechoty, a także wycofującą się jednostką policji.
Komendantem budowy mostu był mjr Marian Skierczyński. Wszystkie stanowiska w drużynie mostowej obsadzone były oficerami i podoficerami 2 kompanii 23 bsap, a to:
- Oficer czołowy – por. Włodzimierz Siwiński – d-ca 2 komp.
- Oficer kotwiczny – ppor. Supernak – z-ca d-cy 2 komp.
- Oficer podporowy – ppor. Falkowski
- Oficer kierunkowy – ppor. Koszade
- Oficer materiałowy – ppor. Osoba
- D-ca straży rzecznej – ppor. Uracz
- Podofic. sprzętowy – st. sierż. Trygar
- Podofic. ordynansowy – sierż. Sznajder

Po ukończeniu budowy mostu ok. godz. 17, pod osłoną 23 baterii przeciwlotniczej oraz kompanii karabinów maszynowych, rozpoczęła się przeprawa sił polskich, w tym artylerii, która trwała do rana 12 września. Przez cały czas przeprawy oddziały polskie, w tym nie zajęci obsługą mostu oficerowie i żołnierze 23 bsap odpierali bezpośrednie ataki niemieckie. 12 września rano, po przeprawie tylnej straży wojsk polskich na lewy brzeg, most, zaminowany pod kierunkiem por. Siwińskiego podczas budowy, wysadzony został w powietrze w chwili wkraczania na niego czołowych oddziałów niemieckich. Budowa mostu pod Baranowem uznana została za najbardziej udaną akcję saperską w wojnie obronnej 1939.
Za akcję tę 23 batalion saperów oraz indywidualnie grupę jego oficerów i podoficerów odznaczono Krzyżem Srebrnym Orderu Wojennego Virtuti Militari. Wśród odznaczonych znaleźli się między innymi dowódca batalionu, mjr Marian Skierczyński i dowódca 2 kompanii, por. Włodzimierz Siwiński.
Szlak bojowy 23 batalionu saperów dobiegł końca po kapitulacji Armii „Kraków” po bitwie pod Tomaszowem Lubelskim w dniu 20 września 1939 roku.

### Obsada personalna 23 batalionu saperów
Obsada personalna 23 batalionu saperów
dowództwo
- dowódca batalionu – mjr Marian Skierczyński
- zastępca dowódcy batalionu – kpt. Mieczysław Śliwczyński (od 4 IX 1939)
- adiutant – por. Henryk Władysław Jarosz
- oficer do zleceń – ppor. Józef Patuszyńśki
- kwatermistrz – kpt. Zygmunt Bronisław Gajda
- podoficer płatnik – sierż. Antoni Synowdecki
- szef kancelarii – plut. Józef Faran
- lekarz – por. lek. dr Jerzy Kozarski

1 kompania saperska
- dowódca kompanii – por. Józef Marcinek
- dowódca I plutonu – por. Włodzimierz Krasnokutski
- dowódca II plutonu – ppor. Eugeniusz Srokosz
- dowódca III plutonu – ppor. Pękalski
- szef kompanii – sierż. Jan Wajda

2 kompania saperska zmotoryzowana
- dowódca kompanii – por. Włodzimierz Józef Siwiński
- zastępca dowódcy kompanii – por. Zbigniew Zwolski
- dowódca I plutonu – ppor. Falkowski
- dowódca II plutonu – ppor. Supernak
- dowódca III plutonu – ppor. Uracz vel Urgacz
- dowódca IV plutonu – ppor. Osoba
- szef kompanii – sierż. Stanisław Sznajder

3 kompania saperska zmotoryzowana
- dowódca kompanii – kpt. Mieczysław Śliwczyński (od 4 IX 1939 zastępca dowódcy batalionu)
- zastępca dowódcy – ppor. Zygmunt Dembiński (od 4 IX dowódca kompanii)
- dowódca I patrolu – ppor. Śmigielski
- dowódca II patrolu – ppor. Sztoch
- dowódca III patrolu – NN
- dowódca IV patrolu – NN
- szef kompanii – kpr. Aleksander Brewka

Pluton chemiczny
- dowódca plutonu – ppor. rez. dr inż. Tadeusz Firla[7] †19 XII 1943[8]
- szef plutonu – plut. Adam Zieliński

Kolumna saperska
- dowódca kolumny – ppor. Wróbel
- zastępca dowódcy kolumny – ppor. Stefan Wiliński
- dowódca I plutonu pontonowo–przeprawowego – ppor. rez. Bolesław Juda †1940 Charków[9]
- dowódca II plutonu sprzętowo–narzędziowego – ppor. rez. Stanisław Walo †1940 Charków[10]
- szef kolumny – NN